# Missundaztood
Albums de Pink
Can't Take Me Home
(2000) Try This
(2003)
Singles
1. Get the Party Started
Sortie : 9 octobre 2001
2. Don't Let Me Get Me
Sortie : 19 février 2002
3. Just Like A Pill
Sortie : 10 juin 2002
4. Family Portrait
Sortie : 17 décembre 2002

Missundaztood (stylisé en M!ssundaztood) est le deuxième album de Pink sorti en 2001. 
Cet album est celui de la consécration pour Pink dont sont extraits quatre singles qui sont les premiers tubes de sa carrière alors que son premier album a surtout trouvé le succès aux États-Unis. Missundaztood s’est vendu à douze millions d’exemplaires dans le monde, dont 5,3 millions aux États-Unis et 3,6 millions en Europe.

## Singles

### Get the Party Started(2001)
La chanson a été écrite, composée et produite par l’ancienne leader des 4 Non Blondes, Linda Perry. C’est l'un des plus grands succès de Pink aux États-Unis avec Most Girls, So What, Raise Your Glass et Just Give Me a Reason.

### Don't Let Me Get Me(2002)
Pink fait face à elle-même et est, comme elle le chante, sa « propre ennemie ». Elle dénonce le formatage de l'industrie du disque et affirme ne pas être une « pop sensation » comme beaucoup d'autres ; comme représentative de cette catégorie à ses yeux, elle cite Britney Spears. Une situation du morceau la voit aussi confrontée à un producteur qui veut tout changer en elle pour qu'elle réussisse, et elle de chanter : 
« L.A. told me, you’ll be a pop star. All you have to change is everything you are ».
« L.A. m’a dit, tu seras une pop star. Tout ce que tu dois changer c'est tout ce que tu es ».

### Just Like a Pill(2003)
Ce titre est un peu plus sombre. Pink aborde le thème de l'addiction. Elle considère que l'homme est pour elle comme une pilule qui lui ferait plus de mal que de bien. Sortir des rapports amoureux douloureux est donc le thème principal de la chanson, qui évoque aussi, au-delà de la métaphore, l’abus de drogues. Pink, pendant son adolescence, a elle-même expérimenté différentes drogues.

### Family Portrait(2003)
Pink parle du divorce de ses parents, une famille qui est sur le point de tomber en morceaux, et montre le conflit vu par les yeux d’un enfant. On peut voir dans le clip la mère restée seule avec sa fille, le père étant parti, malgré les appels répétés de sa fille pour qu'il revienne et qu'ils puissent reformer une vraie famille. C’est devenu un hymne pour beaucoup d’autres enfants aux parents divorcés. Après l'enregistrement de la chanson, les parents de Pink l’ont entendue et ont déclaré n'avoir jamais su qu’elle était dans une telle douleur.

## Liste des titres
| No  | Titre                 | Durée |
| --- | --------------------- | ----- |
| 1.  | M!ssundaztood         | 3:36  |
| 2.  | Don't Let Me Get Me   | 3:30  |
| 3.  | Just Like a Pill      | 3:57  |
| 4.  | Get the Party Started | 3:11  |
| 5.  | Respect               | 3:24  |
| 6.  | 18 Wheeler            | 3:43  |
| 7.  | Family Portrait       | 4:56  |
| 8.  | Misery                | 4:32  |
| 9.  | Dear Diary            | 3:29  |
| 10. | Eventually            | 3:34  |
| 11. | Lonely Girl           | 4:20  |
| 12. | Numb                  | 3:07  |
| 13. | Gone To California    | 4:33  |
| 14. | My Vietnam            | 5:19  |
| 15. | Catch-22 (Bonus UK)   | 3:48  |